# Яндекс Погода
Яндекс Погода — сервис прогнозирования погоды от компании «Яндекс». Прогноз основан на собственной технологии Яндекса «Метеум».

## История
В ноябре 2015 года Яндекс разработал собственную технологию прогноза погоды — «Метеум». Она позволяет строить прогноз погоды с точностью до улицы, благодаря объединению классических моделей метеопрогнозирования и технологий машинного обучения.
В декабре 2016 года в Яндекс Погоде появилась карта осадков, прогнозирующая когда, как и где выпадают осадки с помощью метеорадаров. В 2018 году для этого прогноза стали также использоваться снимки со спутников, а 2020 году для уточнения прогноза стали использоваться нейронные сети.
В 2017 году в обновленной версии Яндекс Погоды появилась интерактивная карта, показывающая прогноз погоды для всего мира на ближайшие 36 часов.
В мае 2021 году на карте Яндекс погоды появились «Зонтики». Зонтик может оставить любой пользователь карты, таким образом помогая сервису составлять карту осадков.
12 июля 2021 года Яндекс представил «Метеум 2.0». Новая версия технологии использует одновременно пять различных моделей прогноза, спутниковые снимки, метеорадары и сообщения от пользователей сервиса. Все полученные данные обрабатываются моделью машинного обучения на базе CatBoost и нейронными сетями.
В апреле 2022 года в сервисе появились тематические прогнозы погоды, показывающие более точный прогноз различных аспектов погоды имеющих ценность для различных занятий.
В марте 2023 года в Яндекс Погоде появился отдельный прогноз для автомобилистов «На дороге». Прогноз выделяет уровень пробок, силу ветра, видимость, осадки и состояние дороги.
В сентябре 2023 года Яндекс Погода запустила сервис с прогнозами и рекомендациями для бизнеса.
В феврале 2024 года Яндекс Погода вместе с облачной платформой Yandex Cloud и «Школы анализа данных» Яндекса создали нейросеть для прогнозирования распространения вулканического пепла.
Зимой 2025 года яндекс погода запустила новую версию. - теперь фон стал сине-голубым, а карта осадков стала вверху.
В июне 2025 года на карте яндекс погоды появились грозы и вспышки молний.
В 2025 году на сайте яндекс погоды появился новая версия - теперь экран стал полностью чёрным, а карта осадков теперь стала вверху.

## Технологии
Технология «Метеум» использует данные с метеостанций, спутников и других источников, которые обрабатываются с помощью традиционных метеомоделей и корректируются алгоритмом машинного обучения. На момент 2014 года для сбора информации было задействовано около 80 метеорологических спутников, 1 500 станций радиозондирования, 10 000 профессиональных станций и 22 радиолокатора. Это позволяет гиперлокально обеспечивать прогнозы погоды. Метеум использует данные с Яндекс Карт для учёта локальных особенностей местности, таких как близость к водоёмам или горным районам, что помогает улучшить точность прогнозов.
Основываясь на данных Яндекс «Метеум» может предлагать пользователям тематические прогнозы погоды, отталкиваясь от их деятельности, составляя рекомендации для людей с разными увлечениями.
В 2024 году в Метеум была внедрена нейросетевая технология OmniCast. Эта технология учитывает данные и профессиональных и любительских метеостанций, таким образом обновление данных о погоде происходит в 36 раз чаще и становится точнее для отдельных областей.